# جون جاستين
جون جاستين (بالإنجليزية: John Justin)‏ هو طيار وممثل بريطاني (وحمل سابقاً جنسية المملكة المتحدة لبريطانيا العظمى وأيرلندا)، ولد في 24 نوفمبر 1917 بلندن في المملكة المتحدة، وتوفي في 29 نوفمبر 2002 في المملكة المتحدة.

## أعمال

### أفلام
- (1940) لص بغداد
- (1952) حاجز الصوت

## وصلات خارجية
- جون جاستين على موقع IMDb (الإنجليزية)
- جون جاستين على موقع ألو سيني (الفرنسية)
- جون جاستين على موقع ميوزك برينز (الإنجليزية)
- جون جاستين على موقع أول موفي (الإنجليزية)
- جون جاستين على موقع قاعدة بيانات برودواي على الإنترنت (الإنجليزية)
- جون جاستين على موقع قاعدة بيانات الأفلام السويدية (السويدية)
- جون جاستين على موقع إن إن دي بي (الإنجليزية)
- جون جاستين على موقع ديسكوغز (الإنجليزية)
- جون جاستين على موقع قاعدة بيانات الفيلم (الإنجليزية)
- جون جاستين على موقع كينوبويسك (الروسية)